# عسگر عبدالله‌یف
عسگر عبدالله‌یف (انگلیسی: Asgar Abdullayev؛ زادهٔ ۲۷ مارس ۱۹۶۳) بازیکن فوتبال اهل جمهوری آذربایجان است.
از باشگاه‌هایی که در آن بازی کرده‌است می‌توان به باشگاه فوتبال نفتچی باکو و باشگاه فوتبال توران تووز اشاره کرد.